# Pombal
Pombal es una ciudad portuguesa que pertenece al distrito de Leiría, región Centro y comunidad intermunicipal de Leiría, y cuenta aproximadamente con 16 000 habitantes.
Es sede de un municipio con 626,36 km² de área y 51 170 habitantes (2021), subdividido en trece freguesias. El municipio limita al norte con los municipios de Figueira da Foz y de Soure, al este con Ansião y Alvaiázere, al sureste con Ourém, al sudoeste con Leiría y al oeste con el océano Atlántico.
Pombal fue fundada por Gualdim Pais, gran maestre de la orden de los templarios, con sede en Tomar, que ordenó construir su castillo. Obtuvo el fuero en 1179.

## Demografía
| Gráfica de evolución demográfica de Pombal entre 1864 y 2021 |
|                                                              |
| Datos según el nomenclátor publicado por el INE portugués.   |

## Freguesias
Las freguesias de Pombal son las siguientes:
- Abiul
- Almagreira
- Carnide
- Carriço
- Guia, Ilha e Mata Mourisca
- Louriçal
- Meirinhas
- Pelariga
- Pombal
- Redinha
- Santiago e São Simão de Litém e Albergaria dos Doze
- Vermoil
- Vila Cã

## Patrimonio
- Castillo de Pombal